# 土井芳輔
土井 芳輔（どい よしすけ、明治15年（1882年） - 大正12年（1923年）1月27日）は、日韓併合時代の南満州鉄道・京城出張所所長。板垣正貫の岳父。

## 来歴
明治15年（1882年）、山口県佐波郡三田尻村に生まれる。明治35年（1902年）、法政大学法律科を卒業し、さらに明治大学法学科を卒業。明治39年（1906年）、外国語学校に通い支那語科を修める。
明治41年（1908年）3月、南満州鉄道会社鉱業課に入社。
明治45年（1912年）5月、南満州鉄道の京城出張所設置に伴い、京城出張所所長を勤める。
大正2年（1913年）11月9日、高知県土佐郡潮江村343番屋敷士族・澤田誠一の長女・澤田鶴と婚姻。
大正12年（1923年）1月27日死去。享年42歳。土井家の家督は、同年（1923年）2月16日、長男土井利文が継いだ。昭和10年（1935年）12月27日、長女 晶子が板垣鉾太郎の三男・板垣正貫（板垣守正の弟）と婚姻。

## 家族
- 本人：土井芳輔
- 妻：土井鶴（旧土佐藩士・澤田誠一の長女）
  - 長男：土井利文
  - 二男：土井達也
  - 三男：土井大介
  - 長女：板垣晶子（板垣退助の孫・板垣正貫の妻[2]）

## 補註
1. 1 2 3 4 5  『朝鮮在住内地人実業家人名事典（第1編）』47頁、「土井芳輔」項を参照。
2. 1 2  “板垣氏”.   世界帝王事典. 2014年7月2日閲覧。